# Gosela
Gosela, monortipski biljni rod iz porodice Scrophulariaceae (strupnikovke), dio je tribusa Limoselleae, potporodica Scrophularioideae. 
Jedina vrsta je G. eckloniana, endemski polugrm ili grm iz Južnoafričkih provincija (Western Cape) i Northern Cape 